# Letnisko (album)
Letnisko – debiutancki album studyjny polskiego rapera Kinniego Zimmera, wydany 13 maja 2022 roku nakładem wytwórni SBM Label.
Album uzyskał status podwójnej platynowej płyty.
Na płycie udzieli się znani raperzy tacy jak: Quebonafide, White 2115, Oki oraz Szpaku.

## Lista utworów
Opracowano na podstawie materiału źródłowego.
| Nr  | Tytuł utworu                              | Słowa                                         | Muzyka                        | Długość |
| --- | ----------------------------------------- | --------------------------------------------- | ----------------------------- | ------- |
| 1.  | „Lato cały rok”                           | Wiktor Jakowski                               | Wiktor Jakowski               | 3:08    |
| 2.  | „Jazda”                                   | Wiktor Jakowski                               | Wiktor Jakowski               | 2:47    |
| 3.  | „200 osób w kawalerce”                    | Wiktor Jakowski                               | Wiktor Jakowski               | 2:52    |
| 4.  | „Zegarek ze Szwajcarii”                   | Wiktor Jakowski                               | Wiktor Jakowski, Antoni Adach | 3:09    |
| 5.  | „Rozmazana kreska”                        | Wiktor Jakowski                               | Wiktor Jakowski               | 3:10    |
| 6.  | „Bierny420”                               | Wiktor Jakowski                               | Wiktor Jakowski               | 1:59    |
| 7.  | „Benz-Dealer” (feat. Quebonafide, Forxst) | Wiktor Jakowski, Kamil Rąpiel, Kuba Grabowski | Wiktor Jakowski, Forxst       | 2:38    |
| 8.  | „Dziecko”                                 | Wiktor Jakowski                               | Wiktor Jakowski               | 3:07    |
| 9.  | „Jadę nocą na Mazurach 2” (feat. Szpaku)  | Wiktor Jakowski, Mateusz Szpakowski           | Wiktor Jakowski               | 2:33    |
| 10. | „WCHJ”                                    | Wiktor Jakowski                               | Wiktor Jakowski               | 1:59    |
| 11. | „Ostre koło” (feat. Jonasz z Badyru)      | Wiktor Jakowski, Jan Adach                    | Wiktor Jakowski               | 3:00    |
| 12. | „Jestem kwiatkiem”                        | Wiktor Jakowski                               | Wiktor Jakowski               | 3:03    |
| 13. | „FURIA47” (feat. Oki)                     | Wiktor Jakowski, Oskar Kamiński               | Wiktor Jakowski               | 2:49    |
| 14. | „Letnisko Main Theme”                     | Wiktor Jakowski                               | Wiktor Jakowski               | 3:21    |
|     |                                           |                                               |                               | 39:35   |